# Zemen (obchtina)
Zemen (bulgare : Земен) est une obchtina de l'oblast de Pernik en Bulgarie.